# Brazoria (Texas)
Brazoria es una ciudad ubicada en el condado de Brazoria en el estado estadounidense de Texas. En el Censo de 2010 tenía una población de 3.019 habitantes y una densidad poblacional de 446,26 personas por km².

## Geografía
Brazoria se encuentra ubicada en las coordenadas 29°2′41″N 95°33′52″O / 29.04472, -95.56444. Según la Oficina del Censo de los Estados Unidos, Brazoria tiene una superficie total de 6.77 km², de la cual 6.77 km² corresponden a tierra firme y (0%) 0 km² es agua.

## Demografía
Según el censo de 2010, había 3.019 personas residiendo en Brazoria. La densidad de población era de 446,26 hab./km². De los 3.019 habitantes, Brazoria estaba compuesto por el 80.36% blancos, el 9.61% eran afroamericanos, el 0.53% eran amerindios, el 0.4% eran asiáticos, el 0.1% eran isleños del Pacífico, el 6.96% eran de otras razas y el 2.05% pertenecían a dos o más razas. Del total de la población el 18.02% eran hispanos o latinos de cualquier raza.